# Agnès Godard
Pour les articles homonymes, voir Godard.
Agnès Godard, née le 28 mai 1951 à Dun-sur-Auron dans le Cher, est une directrice de la photographie française.

## Biographie
Agnès Godard a fait des études de journalisme – métier qu'elle exercera quelques années – avant de s'orienter vers le cinéma. Après avoir repris des études de cinéma à la faculté Censier, elle réussit le concours de l'IDHEC dont elle sort diplômée en 1980. Elle débute comme assistante caméra aux côtés d'Henri Alekan (qui aura une grande importance sur son travail futur) ou de Robby Müller pour le film Paris, Texas de Wim Wenders. Elle devient rapidement cadreuse (Les Ailes du désir), puis passe chef-opératrice. 
Chef-opératrice, Agnès Godard met en image la plupart des films de Claire Denis, avec laquelle elle travaille très étroitement à la conception du film, — les Cahiers du cinéma soulignant « la complicité qui unit les deux femmes, [...] telles deux sœurs » —, ainsi que ceux de Catherine Corsini. Elle travaille également avec Érick Zonca sur La Vie rêvée des anges et avec Claude Berri sur Ensemble, c'est tout.
En 2001, elle obtient notamment le César de la meilleure photographie pour Beau Travail de Claire Denis, film qui recevra de nombreuses récompenses internationales.
En 2012, avec L'Enfant d'en haut d'Ursula Meier, Agnès Godard décide pour la première fois d'utiliser les caméras numériques, constatant leur utilisation croissante voire inexorablement exclusive. Elle considère qu'avec le numérique « les images n'ont pas la même texture, que la charge poétique est différente, et en conséquence qu'elles doivent être réinventées » en s'appuyant sur la haute technicité requise « très étrange et difficile à maîtriser, ». Pour cela, elle décide de travailler sur les lumières additionnelles tout à la fois dans le champ de la caméra et hors-champ, afin de moduler les ambiances visuelles, et de créer une approche totalement nouvelle de l'image, considérant que tenter de retrouver en numérique la texture de la pellicule est « une cause perdue ». Poursuivant sa démarche, elle convainc Claire Denis pour son film suivant, Les Salauds, de passer au numérique aboutissant à un résultat particulièrement apprécié de ce point de vue par la critique.
En parallèle de son activité professionnelle, Agnès Godard transmet son savoir-faire aux étudiants directeurs de la photographie en tant qu'intervenante, comme elle le fait régulièrement à la CinéFabrique, à La Femis ou encore à la Haute École d'art et de design Genève (HEAD).

## Filmographie
- 1986 : La Petite Danseuse de 14 ans d'Edgar Degas (court métrage) d'Henri Alekan
- 1991 : Man No Run de Claire Denis (cadre)
- 1990 : Jacques Rivette, le veilleur de Claire Denis, documentaire de la collection « Cinéastes de notre temps »
- 1991 : Keep It for Yourself de Claire Denis
- 1991 : Jacquot de Nantes d'Agnès Varda
- 1992 : Dimanche soir (court métrage) de Solange Martin
- 1992 : L'Absence de Peter Handke
- 1993 : La Vis (court métrage) de Didier Flamand
- 1994 : US Go Home de Claire Denis (téléfilm de la série Tous les garçons et les filles de leur âge)
- 1994 : J'ai pas sommeil de Claire Denis
- 1994 : Le Géographe manuel de Michel Sumpf
- 1996 : Nénette et Boni de Claire Denis
- 1998 : L'Arrière Pays de Jacques Nolot
- 1998 : La Vie rêvée des anges d'Érick Zonca
- 1998 : Il suffirait d'un pont (court métrage) de Solveig Dommartin
- 1999 : La vie ne me fait pas peur de Noémie Lvovsky
- 1999 : La Nouvelle Ève de Catherine Corsini
- 2000 : Beau Travail de Claire Denis
- 2000 : Le Secret de Virginie Wagon
- 2001 : Trouble Every Day de Claire Denis
- 2001 : La Répétition de Catherine Corsini
- 2002 : Ten Minutes Older: The Cello (court métrage) de Bernardo Bertolucci et Claire Denis
- 2002 : Vendredi soir de Claire Denis
- 2002 : Au plus près du paradis de Tonie Marshall
- 2003 : Les Égarés d'André Téchiné
- 2004 : L'Intrus de Claire Denis
- 2004 : Wild Side de Sébastien Lifshitz
- 2005 : Backstage d'Emmanuelle Bercot
- 2005 : Vers Mathilde de Claire Denis
- 2006 : Golden Door d'Emanuele Crialese
- 2007 : Ensemble, c'est tout de Claude Berri
- 2008 : 35 rhums de Claire Denis
- 2008 : Home d'Ursula Meier
- 2010 : Simon Werner a disparu... de Fabrice Gobert
- 2011 : Où va la nuit de Martin Provost
- 2012 : L'Enfant d'en haut d'Ursula Meier
- 2013 : Tu honoreras ta mère et ta mère de Brigitte Roüan
- 2013 : Les Salauds de Claire Denis
- 2013 : Folies Bergère de Marc Fitoussi
- 2014 : L'Armée du salut d'Abdellah Taïa
- 2014 : La Ritournelle de Marc Fitoussi
- 2015 : The Falling de Carol Morley
- 2016 : When the Day Had No Name de Teona Strugar Mitevska
- 2019 : Une jeunesse dorée d'Eva Ionesco
- 2022 : La Ligne d'Ursula Meier

## Distinctions

### Récompenses
- 2001 :
  - César de la meilleure photographie pour Beau Travail
  - National Society of Film Critics Award de la meilleure photographie pour Beau Travail
  - Chlotrudis Award de la meilleure photographie pour Beau Travail
- 2004 : Chlotrudis Award de la meilleure photographie pour Vendredi soir
- 2009 : Prix Lumières de la meilleure photographie pour Home
- 2013 : Prix spécial Caméra 300 d’or « pour sa contribution au cinéma mondial[6] » au Festival Manaki Brothers à Bitola en République de Macédoine

### Nominations
- 1999 : César de la meilleure photographie pour La Vie rêvée des anges
- 2000 : Prix du cinéma européen du meilleur directeur de la photographie pour Beau Travail
- 2004 : César de la meilleure photographie pour Les Égarés
- 2007 : David di Donatello de la meilleure photographie pour Golden Door
- 2009 : César de la meilleure photographie pour Home
- 2010 : Chlotrudis Award de la meilleure photographie pour 35 rhums

### Décorations
- Officier de l'Ordre des Arts et des Lettres, le 12 mars 2019[7].

### Note
1. ↑  Agnès Godard n'a aucun lien de parenté avec Jean-Luc Godard.